# Костанденець
Коста́нденець (болг. Костанденец) — село в Разградській області Болгарії. Входить до складу общини Цар-Калоян.

## Населення
За даними перепису населення 2011 року у селі проживали 405 осіб.
Національний склад населення села:
| Національність   | Кількість осіб | Відсоток |
| ---------------- | -------------- | -------- |
| болгари          | 386            | 96,7%    |
| інша             | 8              | 2,0%     |
| не визначились   | 0              | 0%       |
| Всього відповіли | 399            |          |

Розподіл населення за віком у 2011 році:
Динаміка населення: